# Il capofamiglia
Il capofamiglia (The Householder) è un film del 1963 diretto da James Ivory, all'esordio nella regia di un lungometraggio, tratto dal romanzo The Householder di Ruth Prawer Jhabvala adattato per il cinema dalla stessa autrice.

## Trama
Il film è basato su una serie di flashback del protagonista Prem, che prova raccontando al suo amico terrorizzato per le future nozze.
Dall'iniziale rifiuto per il ruolo di capofamiglia alla costruzione finale di un intenso rapporto con la moglie, Prem convincerà l'uomo ad avere fiducia nella sua sposa.